# Négy helyes erőfeszítés
A négy helyes erőfeszítés (páli: szammappadhána; szanszkrit: szamjak-pradhána vagy szamjakprahána) a megvilágosodáshoz vezető buddhista ösvény szerves része.  Az idő során különböző mentális tulajdonságok felébredésének és fel nem ébredésének a belátásából fakadó felismerésére épül, illetve arra a képességünkre, hogy tudatosan hogyan irányítsuk ezeket. A négy helyes erőfeszítés arra buzdít, hogy a gyakorló lecsökkentse az ártó mentális tulajdonságokat és táplálja a hasznosakat.
A nemes nyolcrétű ösvénynek ez a „helyes erőkifejtésről” (szammá-vájáma) szóló része és az öt spirituális képesség „energiája” (vírja), valamint megvilágosodáshoz szükséges képességek (bódipakkhijá-dhammá) hét csoportja közül az egyik.

## A páli irodalomban
A négy helyes erőfeszítés szerepel mind a Vinaja-pitaka, a Szutta-pitaka, az Abhidhamma-pitaka szövegeiben, valamint a páli szövegmagyarázatokban egyaránt.  Ezen felül szerepel egy hasonló hangzású, de eltérő fogalom is a „négy erőfeszítés”. Az alábbiakban ez a két fogalom kerül bemutatásra.

### Négy helyes erőfeszítés
A négy helyes erőfeszítést (csattárimáni szammappadhánáni) hagyományosan a következőképpen határozzák meg:
"Van az az eset, amikor egy szerzetes kifejleszti magában a vágyat, a törekvést, aktiválja a törekvést és szándékát fenntartja:
"[i] a még nem jelentkezett gonosz és az ügyetlen tulajdonságok fel nem lépése (anuppádája) érdekében.
"[ii] ... a már jelentkezett gonosz és az ügyetlen tulajdonságok elhagyása (pahánája) érdekében.
"[iii] ... a még nem jelentkezett ügyes tulajdonságok fellépése (uppádája) érdekében.
"[iv] ... a már jelentkezett ügyes tulajdonságok megtartása (thitijá) érdekében."
A fentiek Buddha következő kérdésekre történő válaszaiból származnak:
- "Mi a helyes erőfeszítés?" (SN 45.8,[3] a nemes nyolcrétű ösvénnyel összefüggésben)
- "Mi az energia képessége?" (SN 48.10,[4] az öt spirituális képességgel összefüggésben)
- "Mi a négy helyes erőfeszítés?" (SN 49.1ff.)[5]

Ezt Száriputta is felhasználta a hatalmas terjedelmű szövegmagyarázataiban, amikor a "Mi ez a dhamma, amit a Méltóságos [Buddha] kinyilatkozott?" (DN 33).
Hasonló, kétrészes magyarázat szerepel az SN 48.9 szuttában, amelyben Buddha a következőket mondja az öt spirituális képességgel kapcsolatban: 
"És szerzetesek, mi az energia képessége? Szerzetesek, itt a nemes tanítvány tele energiával, hogy megszabaduljon az ártó állapotoktól és megszerezze az üdvös állapotokat, szilárd az erőfeszítése, nem tétovázik egy pillanatig sem. Ez az energia képessége."
Hogy számít „ügyetlennek” vagy „ártónak” (akuszala) és "ügyesnek" vagy "üdvösnek" (kuszala) azt az Abhidhamma-pitaka és a posztkanonikus szövegmagyarázatok tartalmazzák.  Általánosságban ártó állapotnak számít a három szennyeződés (klésák): kapzsiság (lobha), gyűlölet (dosa) és tévely (moha). Üdvösnek ezek ellentétei számítanak: nem-kapzsiság (alobha), nem-gyűlölet (adosa) és ne-tévely (amoha).

### Négy erőfeszítés
A páli kánonban több helyen is megkülönböztetésre kerül a négyrétű „erőfeszítés” (padhána) és a négy "helyes erőfeszítés" (szammappadhána).  A szövegekben a hasonló elnevezés ellenére folyamatosan kifejezik a kettő közötti különbségeket, akár egy példázaton belül.
A négy erőfeszítés (csattárimáni padhánáni) a következő:
1. önuralom (szamvara padhána) az érzékszervek felett.
2. elhagyni (pahána padhána) a szennyeződéseket.
3. művelni (bhávaná padhána) a Boddzshanga.
4. megőrizni (anurakkhaná padhána) a koncentrációt.[11]